# 胆振線

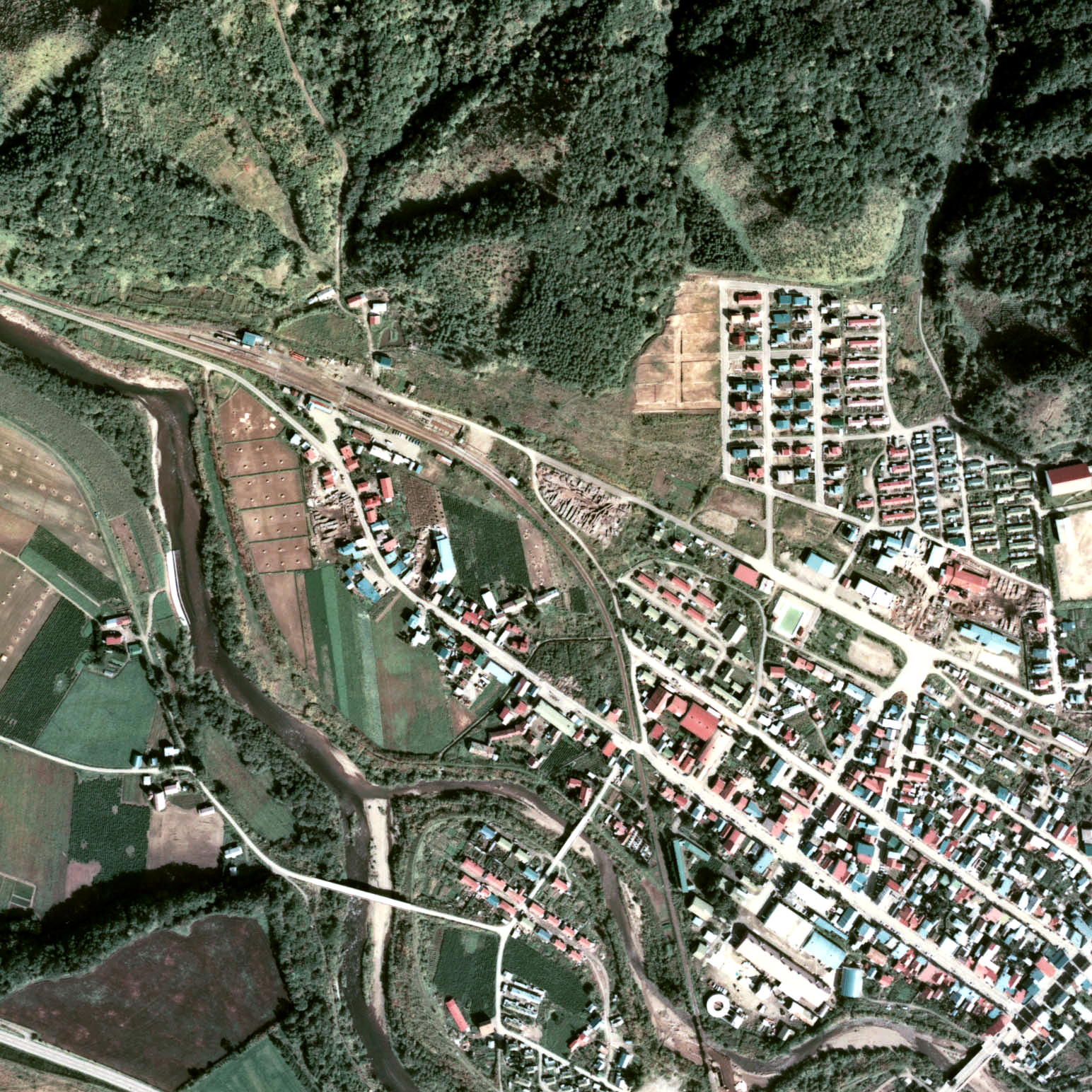
1976年の喜茂別駅と周囲約1 kmの範囲。

胆振線（いぶりせん）は、日本国有鉄道（国鉄）が運営していた鉄道路線（地方交通線）。北海道伊達市（胆振支庁管内）の伊達紋別駅で室蘭本線から分岐し、虻田郡倶知安町（後志支庁管内）の倶知安駅で函館本線に接続していた。国鉄再建法の制定に伴い、1984年（昭和59年）6月に第2次特定地方交通線として路線の廃止が承認され、1986年（昭和61年）11月1日に全線廃止となった。

## 路線データ
- 管轄：日本国有鉄道
- 区間（営業キロ）：
  - 伊達紋別 - 倶知安 83.0 km[1][2]
  - 京極 - 脇方 7.5 km[1][2]
- 軌間：1067 mm[1]
- 駅数：21（起終点駅含む）
- 複線区間：なし（全線単線）
- 電化区間：なし（全線非電化）[1]
- 閉塞方式：タブレット閉塞式
  - 交換可能駅：5?（久保内、新大滝、御園、喜茂別、京極）?
- 廃止時の簡易委託駅：久保内、蟠渓、北湯沢、優徳、御園、南京極、東京極、寒別

## 歴史
胆振線は、歴史的に軽便鉄道法を準用して建設された京極以北と、私鉄を買収した京極以南に分かれる。
倶知安 - 京極 - 脇方間は、改正鉄道敷設法制定以前に軽便鉄道法により計画された路線で、1919年（大正8年）から翌年にかけて京極軽便線（きょうごくけいべんせん。1922年（大正11年）、軽便鉄道法の廃止により京極線に改称）として開通した。1898年（明治31年）に脇方で発見された褐鉄鉱床の鉄山・倶知安鉱山からの鉱石輸送が建設目的である。
京極以南は、鉄道敷設法別表第131号に規定する予定線「膽（胆）振國京極ヨリ喜茂別、壯瞥ヲ經テ紋鼈至ル鐵道」に沿い、京極線の延長の形で胆振鉄道（いぶりてつどう）が建設し、1928年（昭和3年）に喜茂別（初代）まで開業した。
1940年（昭和15年）には、胆振縦貫鉄道（いぶりじゅうかんてつどう）によって伊達紋別 - 徳瞬瞥（とくしゅんべつ=後の新大滝）間が開業、翌年には胆振鉄道を合併、そして西喜茂別（後の喜茂別（2代））まで延伸され、伊達紋別 - 京極間が全通した。
1944年（昭和19年）には、胆振縦貫鉄道が戦時買収され、京極線と合わせて胆振線となっている。戦時買収前日の6月30日の夜、昭和新山が噴火を開始。沿線一帯が激しい隆起に見舞われたが、戦時の鉄鉱石輸送という路線の使命上、列車の運行を休止させることもできず、各地から保線区員を集めて迂回鉄路を引き直し続けた。結局、昭和新山の噴火が終息を迎える頃には、元々の鉄路があった場所は山の中腹に位置するほど地形は変化したが、列車の運行を休止することはなかった。
枝線となった京極 - 脇方間については、鉱山の閉山により輸送量が減少し、赤字83線には含まれなかったものの、その取組みの中で1970年（昭和45年）に廃止された。残った伊達紋別 - 倶知安間についても、1980年（昭和55年）に国鉄再建法が成立すると、有珠山噴火による運休があった1977（昭和52）年度を含む1979（昭和54）年度までの3か年の輸送密度をもとに、第2次特定地方交通線に指定された。
そして、1986年（昭和61年）10月31日の旅客営業を以って全線廃止となり、道南バスのバス路線に転換された。
改正鉄道敷設法には、京極から留寿都を経て壮瞥に至る鉄道（別表第132号）も規定されていたが、こちらは全くの未着手に終わった。この区間には、 国鉄バス（伊達線）が京極駅 - 豊浦駅間に運行されていたが廃止されている。

### 倶知安 - 脇方間（京極線）
脇方の倶知安鉱山は1916年（大正5年）に三井鉱山の所有となり、さらに1918年（大正7年）4月に三井が出資する室蘭の北海道製鐵（旧・輪西製鐵所、現・日本製鉄室蘭製鉄所）へ譲渡、同年11月1日に開山した。当時推定鉱量1,000万tと言われた同鉱山への国家的な期待は大きく、当線が建設される主要動機となった。
- 1919年（大正8年）11月15日 倶知安 - 京極間 (13.4 km) を京極軽便線として新規開業[2][6]。六郷駅・寒別駅・京極駅を新設[1]。
- 1920年（大正9年）7月15日 京極 - 脇方間 (7.5 km) を日本製鋼所が敷設し、全線を鉄道院に寄付して開業[7][8]。脇方駅を新設[1]。
- 1922年（大正11年）9月2日 京極線と改称[2][9]。

### 京極 - 喜茂別間（胆振鉄道）
- 1928年（昭和3年）10月21日 胆振鉄道が京極 - 喜茂別間 (11.0 km) を開業[2][10]。川上温泉停留場・留産駅・喜茂別駅（初代）を新設[1]。
- 1931年（昭和6年）6月25日 東倶知安停留場を新設[1]。

### 伊達紋別 - 西喜茂別間（胆振縦貫鉄道）
- 1940年（昭和15年）12月15日 胆振縦貫鉄道が伊達紋別 - 徳瞬瞥間 (35.0 km) を開業[2][11]。上長流停留場・壮瞥駅・久保内駅・蟠渓駅・優園停留場・優徳駅・徳舜瞥駅を新設[1]。
- 1941年（昭和16年）
  - 9月27日 胆振縦貫鉄道が胆振鉄道を合併[2]。東倶知安停留場を東京極駅に改称[1]。
  - 10月12日 徳瞬瞥 - 西喜茂別間 (24.2  km) を延伸し[12]、全線開業[2]。西喜茂別 - 喜茂別間 (0.7 km) の旅客営業を廃止[2]。尾路遠停留場・御園駅・北鈴川駅・西喜茂別駅を新設[1]。喜茂別を一般駅から貨物駅に変更[1]。
- 1943年（昭和18年）12月頃から、昭和新山の火山活動により壮瞥村（当時）の地盤が隆起を始め、上長流 - 壮瞥間でたびたび線路が崩壊。保線と新線建設が火山活動の終了まで繰り返される[13]。

### 胆振縦貫鉄道買収後
- 1944年（昭和19年）7月1日 胆振縦貫鉄道の伊達紋別 - 京極間、西喜茂別 - 喜茂別間を買収・国有化し、これに京極線を編入して胆振線（伊達紋別 - 倶知安間・京極 - 脇方間）とする[2][14]。西喜茂別 - 喜茂別間 (0.7 km) を廃止し、喜茂別駅（旧西喜茂別駅）構内に併合[2]。優園駅を北湯沢駅に、川上温泉駅を南京極駅に、西喜茂別駅を喜茂別駅（2代）に改称[1]。東京極駅を廃止[1]。尾路遠を駅から仮乗降場に改める[1]。
- 1952年（昭和27年）11月15日 徳舜瞥駅を新大滝駅に改称[1]。
- 1959年（昭和34年）10月1日 上長流を上長和駅に改称[1]。
- 1960年（昭和35年）10月1日 北岡駅・参郷駅を新設[1]。
- 1962年（昭和37年）12月17日 東京極駅を新設[1]。
- 1970年（昭和45年）11月1日 京極 - 脇方間 (7.5 km) を廃止[2]。これに伴い、脇方駅を廃止[1]。
- 1977年（昭和52年）
  - 8月7日 有珠山の噴火により伊達紋別 - 新大滝間の運転を見合わせ[15]。
  - 8月15日 久保内 - 新大滝間の運転が再開[15]。
  - 9月4日 伊達紋別 - 久保内間で1日1往復（5日から2往復、13日から3往復）運転開始[15]。
  - 9月30日 完全復旧[15]。
- 1984年（昭和59年）6月22日 第2次特定地方交通線として廃止承認[16]。
- 1985年（昭和60年）尾路遠仮乗降場を廃止[1]。
- 1986年（昭和61年）11月1日 全線 (83.0 km) を廃止[2][1][17]し、道南バスのバス路線に転換[3]。

## 運行形態
1986年3月3日改正時点で、全線通しの列車のほか、「伊達紋別 - 久保内」「伊達紋別 - 新大滝」や「御園 - 倶知安」といった区間列車があった。新大滝 - 御園間は胆振支庁 - 後志支庁の境になり、人口も特に稀薄なため、この区間で運行便数が少なくなっていた。

### 急行「いぶり」
胆振線には、札幌発着で循環運転を行う準急・急行「いぶり」が運行されていた（千歳線 - 室蘭本線 - 胆振線 - 函館本線経由、キハ22形気動車を使用）。
- 1962年10月1日 臨時の準急列車として内回り便（札幌→倶知安→伊達紋別→札幌の方向）のみが設定される（単行で、土曜・日曜日のみの運行）[19]。
- 1963年10月1日 内回り便が定期化される。外回り便（札幌→伊達紋別→倶知安→札幌の方向）の運転を開始[19]。
  - この当時は、準急「えりも」（札幌 - 様似）、準急「ちとせ」（札幌 - 室蘭）と併結して札幌を出発し、札幌 - 苫小牧が3階建て列車、苫小牧 - 東室蘭が2階建て列車、そして「いぶり」単独で胆振線通過後、倶知安 - 札幌が準急「ニセコ」（蘭越[20]・岩内 - 札幌）と連結された2階建て（小沢 - 札幌は3階建て）列車として運転されていた。
- 1965年10月 「ちとせ」「えりも」に加え、札幌 - 伊達紋別で準急「とうや」（札幌 - 洞爺）との連結を開始。札幌 - 苫小牧は4階建て、苫小牧 - 東室蘭は3階建て、東室蘭 - 伊達紋別は2階建てとなる。
- 1966年3月5日 急行に格上げ[19]。
- 1967年10月 倶知安 - 札幌にて連結する相手が「ニセコ」から「らいでん」に変更されるが、運転区間はそれまで通り。
- 1972年3月 「とうや」が「ちとせ」に改称されるが、運転区間はそれまで通り。
- 1980年10月1日 廃止[19]。

廃止時の停車駅は以下の通りであった。
札幌駅 - 千歳駅 - 苫小牧駅 - 白老駅 - 登別駅 - 東室蘭駅 - 本輪西駅 - 伊達紋別駅 - 壮瞥駅 - 久保内駅 - 蟠渓駅 - 北湯沢駅 - 新大滝駅 - 御園駅 - 喜茂別駅 - 京極駅 - 倶知安駅 - 小沢駅 - 余市駅 - 小樽駅 - 札幌駅

## 駅一覧及び接続路線
接続路線の事業者名・駅の所在地は廃止時点のもの。全駅北海道に所在。
| 駅名       | 駅間キロ | 営業キロ | 接続路線                         | 所在地                            |
| ---------- | -------- | -------- | -------------------------------- | --------------------------------- |
| 伊達紋別駅 | -        | 0.0      | 日本国有鉄道：室蘭本線           | 伊達市                            |
| 上長和駅   | 5.1      | 5.1      |                                  | 伊達市                            |
| 壮瞥駅     | 5.2      | 10.3     |                                  | 有珠郡壮瞥町                      |
| 久保内駅   | 6.8      | 17.1     |                                  | 有珠郡壮瞥町                      |
| 蟠渓駅     | 6.0      | 23.1     |                                  | 有珠郡壮瞥町                      |
| 北湯沢駅   | 4.4      | 27.5     |                                  | 有珠郡大滝村 （現：伊達市大滝区） |
| 優徳駅     | 2.8      | 30.3     |                                  | 有珠郡大滝村 （現：伊達市大滝区） |
| 新大滝駅   | 4.7      | 35.0     |                                  | 有珠郡大滝村 （現：伊達市大滝区） |
| 御園駅     | 13.4     | 48.4     |                                  | 虻田郡喜茂別町                    |
| 北鈴川駅   | 5.1      | 53.5     |                                  | 虻田郡喜茂別町                    |
| 喜茂別駅   | 5.7      | 59.2     |                                  | 虻田郡喜茂別町                    |
| 留産駅     | 3.7      | 62.9     |                                  | 虻田郡喜茂別町                    |
| 南京極駅   | 2.1      | 65.0     |                                  | 虻田郡京極町                      |
| 東京極駅   | 3.4      | 68.4     |                                  | 虻田郡京極町                      |
| 京極駅     | 1.2      | 69.6     | 日本国有鉄道：胆振線（脇方方面） | 虻田郡京極町                      |
| 北岡駅     | 3.0      | 72.6     |                                  | 虻田郡京極町                      |
| 寒別駅     | 2.3      | 74.9     |                                  | 虻田郡倶知安町                    |
| 参郷駅     | 3.5      | 78.4     |                                  | 虻田郡倶知安町                    |
| 六郷駅     | 2.0      | 80.4     |                                  | 虻田郡倶知安町                    |
| 倶知安駅   | 2.6      | 83.0     | 日本国有鉄道：函館本線           | 虻田郡倶知安町                    |

### 支線
| 駅名   | 営業キロ | 接続路線                                     | 所在地       |
| ------ | -------- | -------------------------------------------- | ------------ |
| 京極駅 | 0.0      | 日本国有鉄道：胆振線（伊達紋別・倶知安方面） | 虻田郡京極町 |
| 脇方駅 | 7.5      |                                              | 虻田郡京極町 |

## 代替バス
道南バスが鉄道代替路線を運行している。
後述するように旧胆振線代替区間のうち2014年10月1日のバス時刻改正で北鈴川- 御園にあたるおよそ5.1 kmの区間、および2022年10月1日のバス時刻改正で、新大滝 - 喜茂別にあたるおよそ24.3 kmの区間が撤退となり、現在代替バスは以下の2区間で運行されている。
- 伊達駅前 - 壮瞥役場前 - 北湯沢温泉 - 大滝本町東団地
- 喜茂別 - 京極バスターミナル - 倶知安駅前

道南バスが撤退した区間のうち喜茂別町内の喜茂別 - 御園間と喜茂別 - 日の出間においては、喜茂別町営バス「ウサパラ号」が運行されており、完全に路線が無くなったのは、ほぼ全区間が伊達市大滝区内となる本町東団地 - 日の出間のおよそ11.5 kmである。
鉄道廃止後に設定された代替バスは、新大滝 - 北鈴川間を除く区間で鉄道に並行していた国道276号を経由する全線通しの系統の他、複数の区間便が設定され、国道から離れた御園へは鈴川から分岐し支線の形で乗り入れる形態を取っていた。2013年4月1日時点では、全線通し3往復の他、伊達駅前 - 大滝本町東団地、共和 - 御園 - 喜茂別、御園 - 喜茂別 - 倶知安駅前、喜茂別 - 倶知安駅前といった区間便が設定されていた。
2014年に、それまで運行されていた「御園（御園駅） - 鈴川（北鈴川駅） - 喜茂別・倶知安駅前」のうち御園 - 鈴川間の運行補助が打ち切りとなり、2014年10月1日のダイヤ改正をもって同区間は路線廃止となった。
2019年10月1日のバス時刻改正時点では、伊達駅前（伊達紋別駅） - 倶知安駅前を通しで運行する便が1日3往復あったほかに、「伊達駅前 - 大滝本町東団地」と「喜茂別 - 倶知安駅前」に区間便が設定されるダイヤとなっていた。
2021年2月、利用人数の低迷と赤字が深刻な状況にあることなどを理由に、伊達市が、伊達市のほか倶知安町、京極町、喜茂別町、壮瞥町の5市町と道南バスで構成する胆振線代替バス連絡協議会にて、全区間通しの便の運行を廃止することを提案した。そして2022年3月、喜茂別町の内村俊二町長が定例町議会にて、喜茂別町と伊達市大滝区を結ぶ区間を廃止する方向で協議会で協議することを表明した。協議会事務局によると、2020年10月から2021年9月の1年間の代替バスの輸送人員は区間便も含めて5年前より約3割減少した12万5810人で、年間約1億2千万円の赤字が発生しており、国や道の補助と沿線自治体の財源で穴埋めしている状況であった。特に、25 km近くに及ぶ喜茂別町 - 伊達市大滝区については利用者が殆どいない状況となっていた。喜茂別町 - 伊達市大滝区のうち特に乗客の少なかった本町東団地 - 日の出間においては、停留所は「三階滝入口」と「清原」の僅か2か所だけであった。
2022年7月20日、連絡協議会は総会で倶知安町と伊達市を結ぶ直通バスの運行を9月末で廃止し、伊達駅前 - 大滝本町東団地と喜茂別 - 倶知安駅前の2系統の区間便の運行とすることを決定した。全区間運行便の廃止に伴い、伊達駅前 - 大滝本町東団地では増便やダイヤ調整を実施する。協議会事務局によると、今回の決定で赤字額は半分の約6千万円に圧縮される見通しである。
直通バスの廃止後にバスで伊達市・壮瞥町から喜茂別町へ移動する方法としては、道南バスで洞爺湖町の洞爺湖温泉まで移動し、完全予約制の道南バス札幌洞爺湖線（1日4往復、旧洞爺村・留寿都村経由）に乗り継ぐルートがある。